# Kiyohime

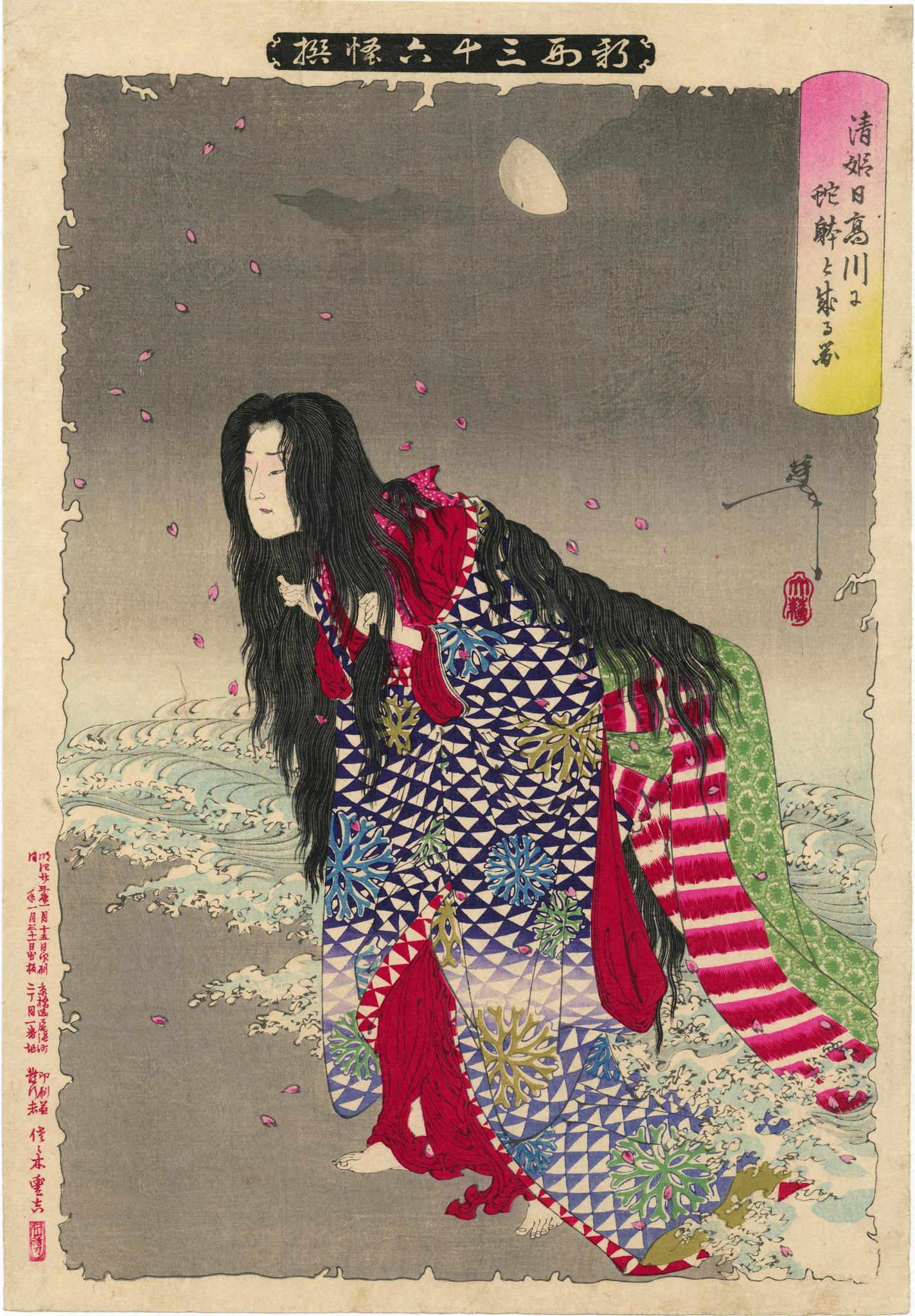
Kiyohime biến thành một con rắn, tranh vẽ của Yoshitoshi Tsukioka

Trong Thần thoại Nhật Bản, Kiyohime (清姫) (cũng gọi là Kiyo) là con gái (một số dị bản khác gọi nàng là góa phụ) của một trưởng làng (một số dị bản cho rằng là chủ trọ) tên là Shōji, sống tại bờ sông Hidaka. Gia đình nàng thuộc giới thượng lưu: Họ đủ giàu có để thỏa mãn nhu cầu giải trí và cung cấp nơi ở cho các linh mục, những vị khách hành lạc và cho những người khổ tu.

## Câu chuyện
Một ngày nọ, một vị linh mục tên là Anchin đã đến thăm và đem lòng yêu nàng Kiyohime xinh đẹp, nhưng sau một thời gian, ông ta đã trở nên chán chường và không muốn tiếp tục gặp gỡ. Kiyohime trở nên tức giận vì sự thay đổi lòng dạ đột ngột của người tình và theo đuổi Anchin trong cơn thịnh nộ. Anchin và Kiyohime gặp nhau ở rìa sông Hidaka, nơi vị linh mục nhờ một người lái thuyền giúp ông ta qua sông, nhưng bảo ông ta đừng để Kiyohime qua thuyền. Khi Kiyohime thấy rằng Anchin đang trốn thoát, nàng liền nhảy xuống sông và bắt đầu bơi theo ông ta. Trong khi bơi trên dòng sông Hidaka, nàng đã biến thành một con rắn lớn (một số bản cho là rồng) trong sự tức giận. Khi Anchin thấy nàng đến sau ông ta trong hình dạng kì dị của mình, ông ta đã chạy trốn vào ngôi đền tên là Dōjō-ji. Ông ta đã yêu cầu các linh mục của Dōjōji giúp đỡ và họ đã giấu ông ta dưới tiếng chuông bonshō của ngôi đền. Tuy nhiên, Kiyohime đã phát hiện ông ta trốn trong chuông và bắt đầu cuộn quanh nó. Nàng đã đập cái chuông lớn nhiều lần bằng cái đuôi của mình, sau đó phát ra một luồng lửa lớn đến nỗi nó làm tan chảy chiếc chuông và giết chết Anchin.

## Trong văn hóa đại chúng
Kiyohime đã xuất hiện trong game Fate/Grand Order với tư cách là một Servant thuộc class Berserker và Lancer, cả hai class đều hóa thân với một kỹ năng liên quan đến sự điên rồ.
Cô cũng xuất hiện trong loạt trò chơi video Megami Tensei trong vai một con quỷ.
Trong trò chơi điện tử For Honor, nhân vật Aramusha có bộ dụng cụ kiếm có thể tùy chỉnh có tên là "Kiyohime's Embrace" với vảy rắn trên lưỡi kiếm và đánh dấu lưỡi kiếm như thể chúng bị tan chảy một phần.
Trong trò chơi di động Âm Dương Sư, Kiyohime được thể hiện dưới dạng shikigami, một trong những linh hồn có thể sưu tập được.
Trong sê -ri phim hoạt hình Mai-HiME, Kiyohime là Đứa trẻ (một sinh vật bán linh, một phần cơ học) của Shizuru Fujino, một trong 12 HiME.

## liên kết ngoài
- Học về tình yêu (Truyện dân gian Nhật Bản) Lưu trữ ngày 29 tháng 5 năm 2019 tại Wayback Machine